# Spinello Aretino

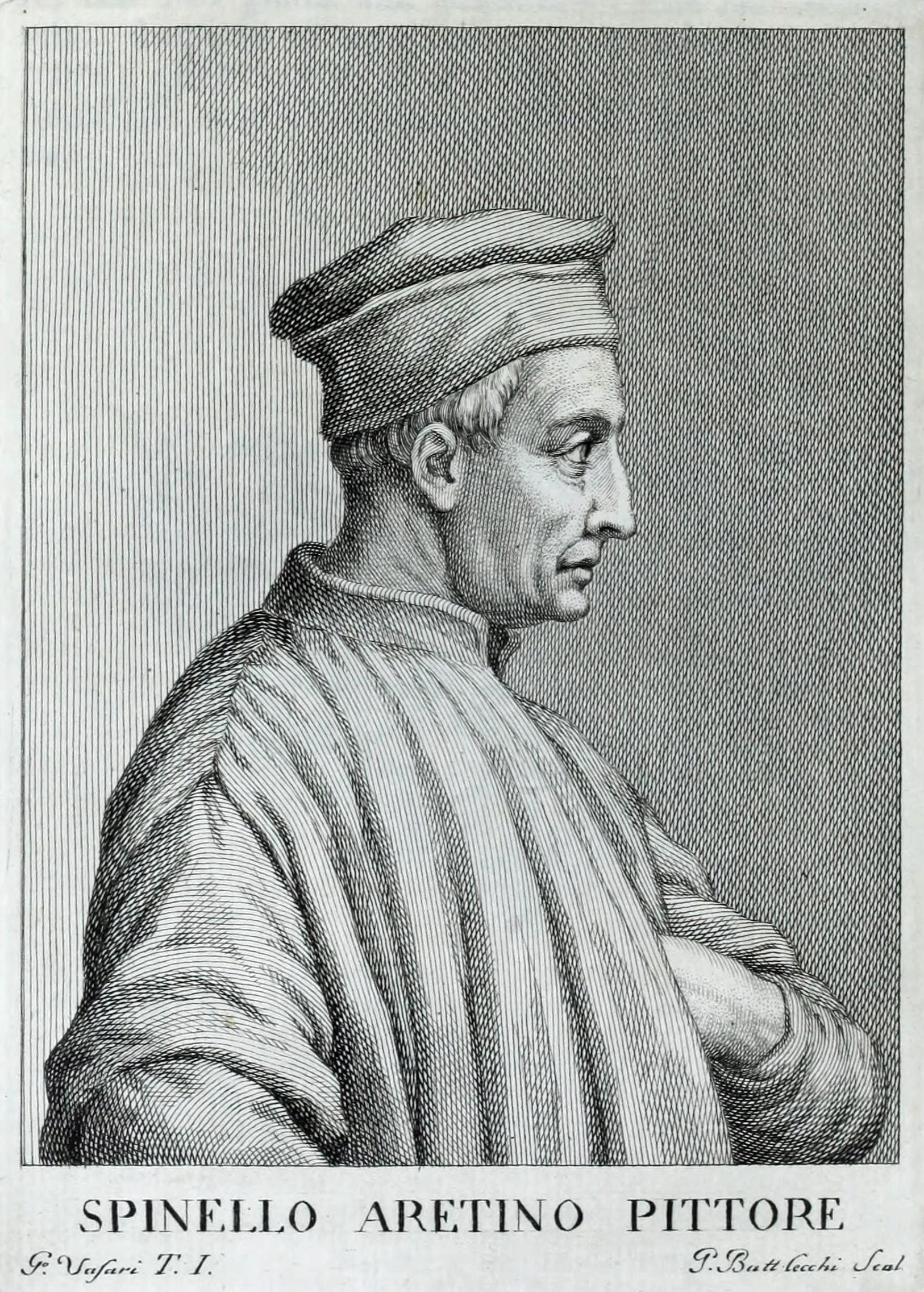
Spinello Aretino

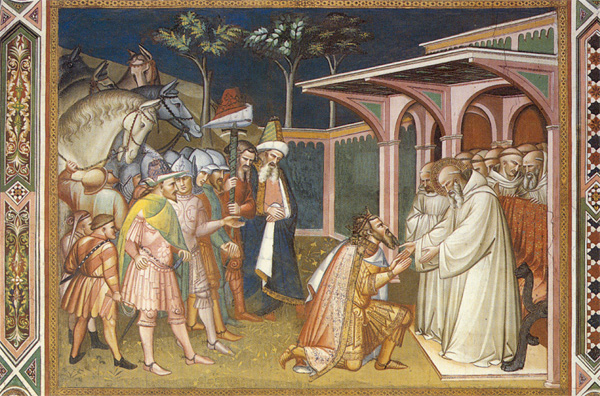
Totila y San Benito, San Miniato al Monte, Florencia.

Spinello Aretino (Arezzo, c. 1350 - c. 1410) fue un pintor italiano, hijo de un florentino llamado Luca, que se refugió en Arezzo en 1310 cuando se exilió con el resto del partido de los Gibelinos.
Spinello fue pupilo de Jacopo del Casentino e influido por Andrea Orcagna, un seguidor de Giotto, y su propio estilo será una clase de acoplamiento entre la escuela de Giotto y la escuela de Siena. En sus primeros años, trabajó en Florencia como ayudante de su maestro Jacopo, mientras que pintaba frescos en la Iglesia de Santa María del Carmine y en Santa Maria Novella. Entre 1360 y 1384 estuvo ocupado en pintar muchos frescos en Arezzo y alrededores, casi todos los cuales actualmente han desaparecido.
Después del saqueo de Arezzo en 1384 Spinello retornó a Florencia, y de 1387 a 1388, con algunos ayudantes, cubrió las paredes y las bóvedas de la sacristía de la Basílica de San Miniato al Monte de Florencia con una serie de frescos, siendo el principal el que representa escenas de la vida de San BenitoEstos todavía existen, aunque en una condición tristemente restaurada; son de un estilo muy similar al de Giotto en su composición, pero tienen algo de la brillantez decorativa de Siena, en el color.
Entre 1391 y 1392 Spinello pintaba seis frescos, que todavía permanecen en la pared sur del Campo Santo de Pisa, representando milagros de San Potitus y de San Ephesus. Para estos recibió 270 formas de oro.
Entre 1395 y 1400 pintó un estandarte procesional para la Cofradía de Santa María Magdalena del Borgo San Sepolcro, que actualmente se encuentra con un excelente estado de conservación en el Museo Metropolitano de Nueva York.
Entre sus obras maestras se encuentran una serie de frescos pintados entre 1407 y 1408 en las paredes y las bóvedas de una capilla, en los edificios municipales de Siena; estos también han sufrido mucho al ser repintados, pero siguen siendo los frescos más finos de los existentes de Spinello. Dieciséis de estos representan la guerra de Federico Barbarroja contra la república de Venecia.
Los frescos de Spinello son todos ellos trabajos fuertes y altamente decorativos, dibujados con mucho espíritu, y son muy superiores en estilo a sus cuadros, muchos de los cuales aparecen ser meras reproducciones de frescos. La academia de Florencia posee un panel de Madonna y santos, que es primordialmente interesante por su firma Hoc opus pinxit Spinellus Luce Aritio D.I.A. (1391). Los cuadros de base que se pueden admirar en varias galerías de Europa dan poco o ninguna noción de la energía de Spinello como pintor.
Después de que Spinello terminara una imagen del diablo, el tema lo visitó en un sueño y se quejó por la representación, citándolo como la peor de tales que había visto.